# Кабанов, Владимир Иванович
Влади́мир Ива́нович Каба́нов (28 июля 1902, Московская губерния — ?) — советский хозяйственный, государственный и политический деятель. Депутат Верховного Совета СССР 1-го созыва.

## Биография
Родился 28 июля 1902 года в деревне Глазово Дмитровского уезда Московской губернии в семье машиниста паровоза. В 1916 году устроился на работу в кондитерское заведение Казакова. Решив пойти по стопам отца, в 1918 году поступил в паровозное депо Москва-Сортировочная учеником слесаря. В 1923 году перевёлся в помощники машиниста и вскоре стал машинистом паровоза.
В 1925—1926 годах служил в Красной армии, после демобилизации вернулся на работу в депо. Организовал сталинскую колонну паровозов.
В 1923 году вступил в комсомол, а в 1925 году стал членом ВКП(б). Во второй половине 1930-х годов состоял членом парткома депо Сортировочная, членом узлового парткома, членом Железнодорожного райкома и Московского горкома ВКП(б), членом президиума ЦК союза железнодорожников Центра. В августе 1937 года был избран председателем Дорпрофсожа Ленинской железной дороги. В 12 декабря 1937 года был избран депутатом Верховного Совета СССР 1-го созыва от Железнодорожного избирательного округа города Москвы. Был в числе делегатов XVIII съезда ВКП(б), проходившего в Москве 10—21 марта 1939 года.
Принимал участие в Великой Отечественной войне. В 1948 году был уволен в запас.

## Адреса
Проживал на Краснопрудной улице, д. 22, кв. 83 («Дом ударника НКПС»).

## Награды
- Орден «Знак Почёта» (1939) — За выдающиеся успехи в деле подъема железнодорожного транспорта и проявленные образцы социалистического труда[6]
- Медаль «За оборону Москвы»[1]
- Знак «Почётный железнодорожник»[3]